# Румынская интервенция в Венгрию
Румынская интервенция в Венгрию или Румынско-венгерская война (рум. Războiul româno-ungar) (венг. Magyar–román háború) — война между Венгерской Советской Республикой и Королевством Румыния за спорные территории, принадлежавшие довоенному Венгерскому королевству в составе Австро-Венгрии. Проходила с апреля по август 1919 года и закончилась поражением советской Венгрии.
Румынско-венгерская война была военным последствием Первой мировой войны в центральной Европе. Венгерская Советская Республика и Королевство Румыния претендовали на регионы распавшейся Австро-Венгерской империи, населенные их этническими группами.
После окончания Первой мировой войны в ноябре 1918 года румынская армия оккупировала территории, принадлежавшие довоенной Венгрии, но населенные преимущественно румынами. С марта 1919 года в Венгрии возникла советская республика, пытавшаяся защитить территориальное существование страны военным путем. В войну были вовлечены также революционная Россия и созданная осенью 1918 года Чехословакия, которая в рамках параллельной венгерско-чехословацкой войны преследовала, среди прочего, оккупацию Словакии и ликвидацию Словацкой Советской Республики.
Боевые действия завершились в августе 1919 года оккупацией румынами Будапешта и ликвидацией Венгерской Советской Республики. 4 июня 1920 года Трианонский мирный договор между Венгрией и Антантой подтвердил принадлежность к Румынии преимущественно населенных румынами регионов.

## Венгрия перед интервенцией

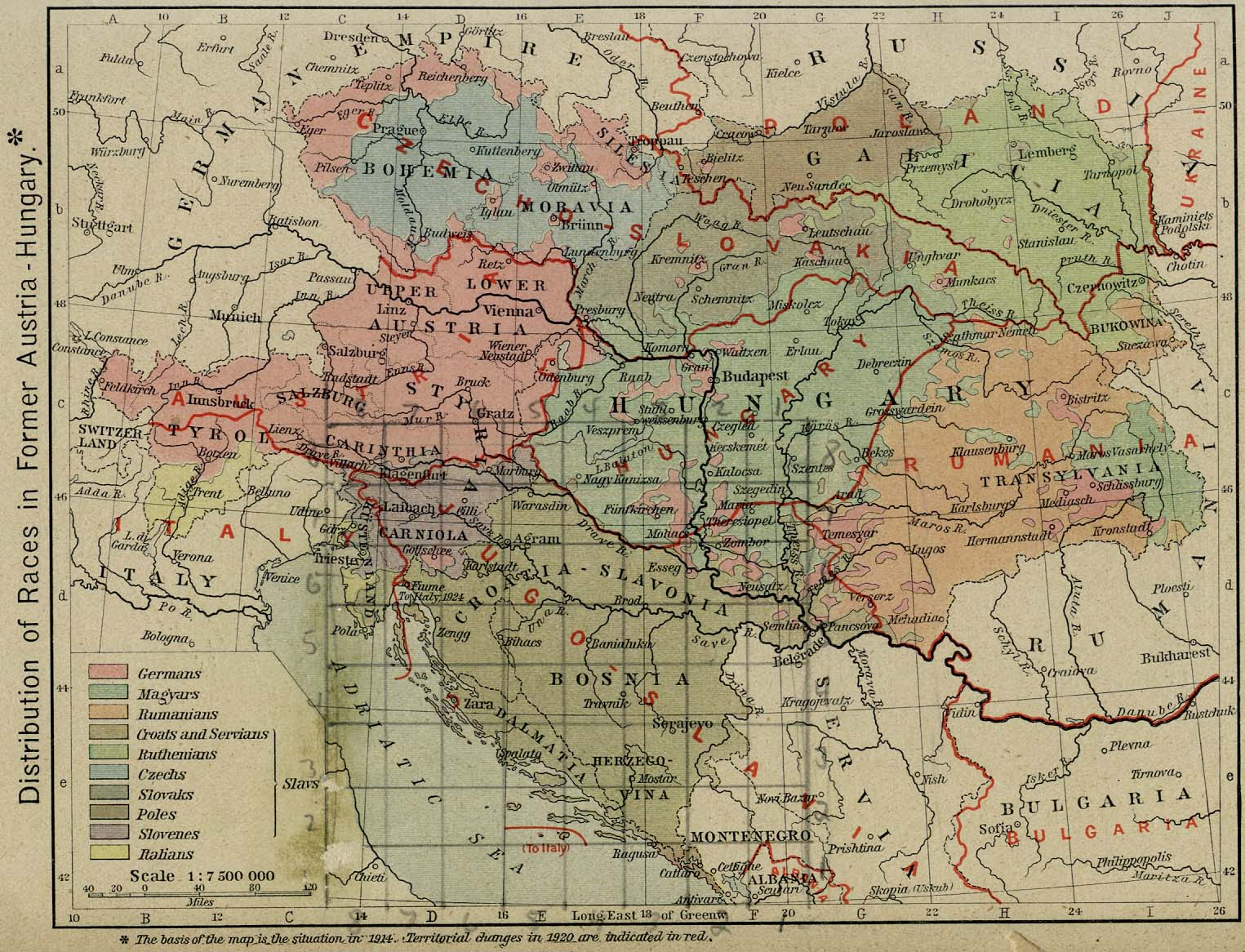
Расселение народов в Австро-Венгрии в 1911 году

В 1918 году Австро-Венгерская монархия распалась под тяжестью неудач в Первой мировой войне и внутренних противоречий. 31 октября успех революции астр в Будапеште привёл к власти либерального графа Михая Каройи, сторонника Антанты, ставшего новым премьер-министром Венгрии. Он искренне воспринял лозунг пацифизма Вудро Вильсона и провозгласил Венгрию республикой, в которой стал президентом.
13 ноября в Белграде Каройи подписал перемирие с Антантой. Перемирие ограничивало размер венгерской армии до 6 пехотных и 2 кавалерийских дивизий. Были установлены разделительные линии на территории, которая должна была оставаться под контролем венгров до момента окончательного установления границ. По условиям перемирия сербские и французские войска продвинулись с юга, взяв под свой контроль весь Банат и Хорватию. В то же время Чехословакия взяла под свой контроль Верхнюю Венгрию и Карпатскую Русь, а румынским войскам было разрешено продвинуться к реке Муреш. Балканские союзники Антанты сразу же стали нарушать демаркационные линии, и уже 14 ноября сербы заняли Печ.
28 февраля Совет Антанты определил для Венгрии новую демаркационную линию, к которой следовало продвинуться румынской армии. Эта линия совпала с железными дорогами, соединяющими города Сату-Маре, Орадя и Арад. Должна была быть создана демилитаризованная зона, простиравшаяся на 5 км от расчерченной демаркационной линии. Отступление венгерской армии за запад, за границы демилитаризованной зоны, должно было начаться 22 марта 1919 года. 19 марта Антанта, через французского подполковника Фернана Викса, уведомило Венгрию об этих условиях. Правительство Каройи, отказавшись их принять, подало в отставку и 21 марта передало власть коалиционное правительству социал-демократов и коммунистов, которое провозгласило установление советской власти в Венгрии так называемую Венгерскую советскую республику. Новое правительство провозгласило всеобщее равенство и социальную справедливость. Несколько недель спустя коммунисты стали доминировать в коалиционном правительстве, и хотя их лидер Бела Кун занимал только пост министра иностранных дел, но его влияние и возможности сделали его настоящим руководителем советской Венгрии..
Венгерское советское правительство предложило преобразовать Венгрию в федерацию, что было обусловлено многонациональным составом населения страны. В свете доктрины президента Вильсона о самоопределении народов предлагаемая федерация была призвана привлечь симпатии европейского общественного мнения. Преобладание влияния мадьяр в стране предполагалось уменьшить, разрешив самоуправление других народов в составе обновлённого государства. Новое правительство также заручилось общественной поддержкой, особенно со стороны офицеров венгерской армии, вернулись из районов, оккупированных иностранными войсками, что усилило общий патриотический настрой.

## Румыния перед интервенцией
10 ноября 1918 года, воспользовавшись поражением Центральных держав в Первой мировой войне, Румыния, денонсировав Бухарестский мирный договор, снова вступила в войну на стороне Антанты. Король Фердинанд I приказал румынской армии наступать в Трансильвании. 13 ноября 1918 года 7-я дивизия вступила в Трансильванию в Пришачанах, в Восточных Карпатах, а затем в Паланкеу.
1 декабря лидеры румынских общин в Трансильвании при поддержке трансильванских саксов и банатских швабов провозгласили объединение с Румынией. Венгры Трансильвании хотели быть частью возникшей Венгерской республики.
В декабре 1918 года подразделения румынской армии вышли на линию реки Муреш, которая была согласована представителями Антанты и Венгрии в Белграде 13 ноября как демаркационная линия.
По румынской просьбе командование Антанты на Востоке под руководством французского генерала Франше д’Эспере позволило румынской армии продвинуться до западных Карпат. 7-я румынская дивизия наступала в направлении Клужа, а 1-я — в направлении Алба-Юлии. 24 декабря подразделения румынской армии вошли в Клуж. К 22 января 1919 года румынская армия контролировала всю территорию до демаркационной линии.
В течение этого периода времени лишь мелкие стычки имели место между румынскими и венгерскими войсками, а в одном случае между румынскими и украинскими войсками. Некоторые венгеры стали преследовать румын за пределами зоны, контролируемой румынской армией, поэтому румынская армия в Трансильвании была вынуждена поддерживать порядок на территориях, находящихся под её контролем.

## Переговоры
После 21 марта 1919 года Румыния получила второго коммунистического соседа — Венгрию (помимо Советской России), поэтому румынская делегация на Парижской мирной конференции просила разрешить отстранить венгерских коммунистов от власти, использую свою армию. Но даже настроенный антикоммунистически Совет союзников был охвачен разногласиями между президентом США Вудро Вильсоном, британским премьер-министром Дэвидом Ллойд Джорджем и премьер-министром Франции Жоржем Клемансо о гарантиях, необходимых Франции относительно её границы с Германией. В частности, американская делегация была убеждена, что французские консерваторы (сторонники маршала Фоша) пытались инициировать новый конфликт, который в конечном итоге привёл бы к новой войне, на этот раз против Германии и Советской России. Действуя в этих условиях, участники конференции попытались разрядить обстановку в Венгрии. Южноафриканский генерал Смэтс был направлен в Будапешт 4 апреля с предложением для правительства Куна соблюдать условия, ранее представленные правительству Каройи. В обмен на выполнение условий союзные державы обещали снять блокаду Венгрии и занять доброжелательную позицию в вопросе территорий, которые она должна была уступить Румынии, Чехословакии и Югославии. Однако венгерское советское правительство потребовало, чтобы румынская армия вернулась на линию реки Муреш, и переговоры зашли в тупик. При этом венгры стремились выиграть время для того, чтобы иметь возможность нарастить военную силу, способную вести войну с Румынией и Чехословакией.

## Силы сторон
Новая венгерская красная армия стала смесью некоторых элитных частей, возглавляемых офицерами бывшей австро-венгерской армии, и неподготовленных добровольцев. В армии было 137 пушкек и 5 бронепоездов. В армии преобладали патриотические, а не коммунистические идеалы, и, следовательно, она имела высокий боевой дух. Бела Кун надеялся, что Советская Россия придёт на помощь и атакует Румынию с востока. Фактическое соотношение сил к началу интервенции сложилось следующим образом: на севере против чехословацкой армии в составе 4 дивизий и 4 бригад (примерно 85 батальонов и 24 батареи)
стояли 3 красные дивизии (28 батальонов и 14 батарей); на востоке против 6 румынских пехотных дивизий, одной кавалерийской дивизии и одного сильного отряда (64 пехотных батальона, 28 кавалерийских рот и 48 батарей) — 2 дивизии и одна самостоятельная бригада (34 батальона и 16 батарей); на юге против находившихся на передовой линии 3 пехотных, одной кавалерийской дивизии и одной кавалерийской бригады французов и югославян стояло всего 11 боеспособных батальонов и 4 батареи. На румынском фронте насчитывалось около 20 000 военнослужащих в первой линии. Удалось мобилизовать ещё 60 000 для второй линии в центрах мобилизации в Орадя, Дьюле, Дебрецене и Сольноке.
После провала переговоров с Бела Куном румынская армия получила приказ от правительства заставить венгерские власти выполнить решение Совета союзников от 28 февраля относительно новой демаркационной линии. 10 апреля в Кострочени заседал румынский коронный совет, принявший решение о нападении на Венгерскую Советскую республику. На следующий день генерал Презан, начальник генерального штаба румынской армии, уже сообщил планы военных действий Мардареску, главнокомандующему румынских сил в Трансильвании, и поручил ему осуществить подготовку к нападению.
Румынская армия в Трансильвании состояла из 64 батальонов пехоты, 28 эскадронов кавалерии, 160 пушек, 32 гаубицы, 1 бронепоезда, 3 авиаэскадрилий, 2 горных батальонов, и была разделена на две группы: Север и Юг. Общее командование румынской армией в Трансильвании было возложено на генерала Георге Мэрдэреску, в то время как генерал Мошою был назначен командующим Северной группой. Румынский план войны подразумевал удар более мощной Северной группы на Карей и Орадю, с отделением элитной секейской дивизии от остальной части венгерской армии, в основном состоявшей из добровольцев. Затем группа Север должна была приступить к окружению венгерской армии. В то же время Южная группа должна была продвигаться только до Радны и Бейюша, а далее стать опорой для флангового манёвра Северной группы. Общее продвижение должно было остановиться только на реке Тиса. Начало наступления было запланировано на 16 апреля.

## Начало интервенции

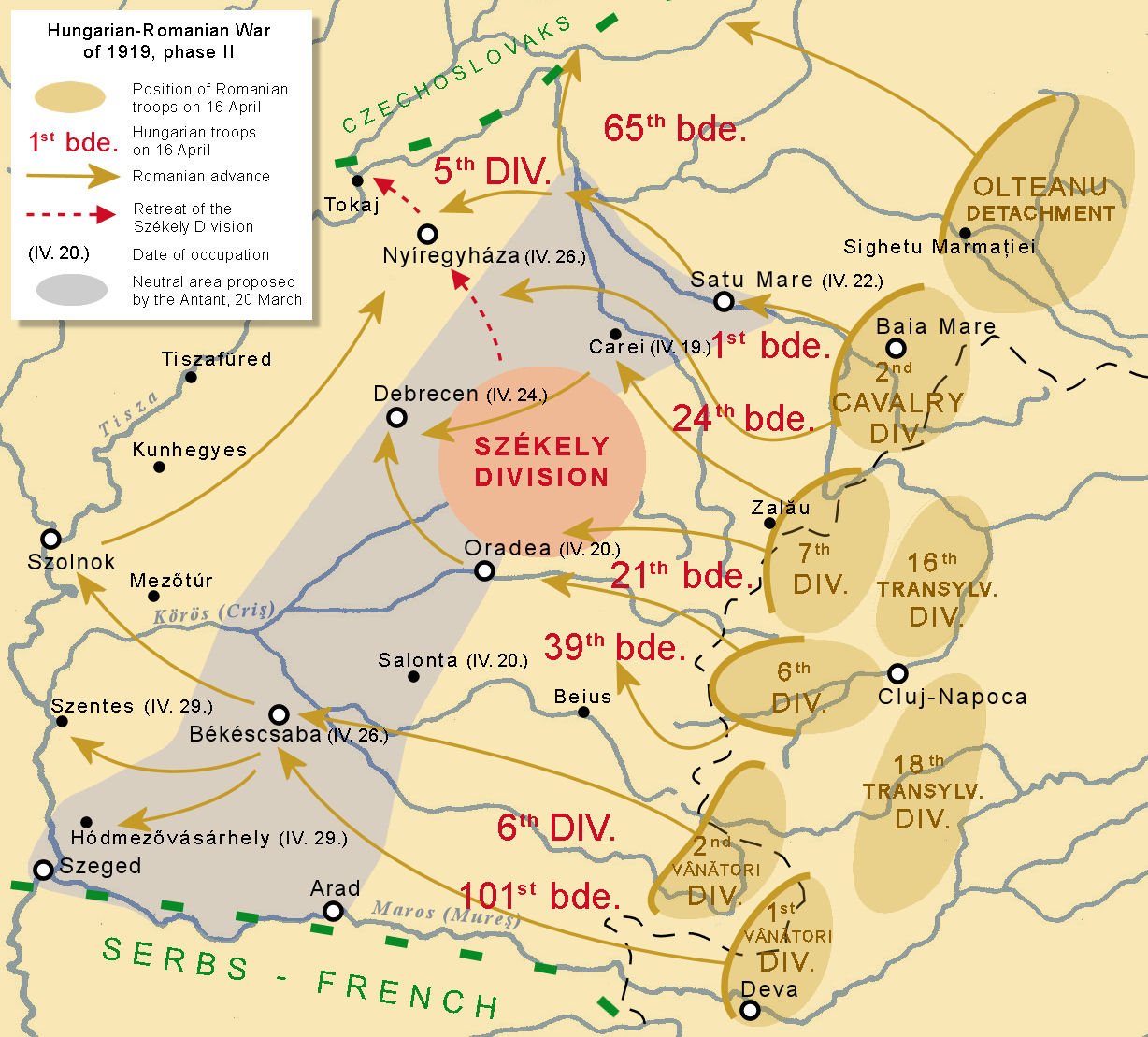
Операции румынской армии на втором этапе войны. Демилитаризованная зона, предложенная Советом союзников 28 февраля, показана серым цветом.

В период с 16 по 18 апреля румыны начали наступление, занимая горные проходы после тяжёлых боев. На переднем фронте 2-й румынской дивизии батальон венгерских курсантов оказал серьёзное сопротивление и был разбит румынским 9-м полком только к вечеру 16 апреля. 18 апреля первая фаза румынского наступления была закончена, и венгерский фронт был прорван. Карей был взят румынскими войсками 19 апреля, Орадя и Салонта — 20 апреля. В этот момент румынская армия достигла линии, установленной в решении Совета союзников. Тем не менее, румынское командование решило перейти эту линию и продвинуться к реке Тиса: река была естественным препятствием, которое было легко защитить, учитывая, что венгерская армия была разбита, но не уничтожена. Поступая таким образом, румыны пошли навстречу пожеланиям союзников.
Используя кавалерию, румыны препятствовали любым попыткам венгерской армии установить новую линию обороны между Ньиредьхазой, Дебреценом и Бекешчабой. В то же время на фронте Северной группы лучшее подразделение венгерской армии — секейская дивизия под командованием полковника Кратохвила — отступала в сторону Ньиредьхазы, постоянно преследуемая румынскими войсками, главным образом, 2-й кавалерийской дивизией.
Поскольку продвижение северного крыла румынских войск создавало реальную угрозу преградить путь отступления частям Красной армии, действовавшим в Токайском направлении, начальник штаба венгерского восточного фронта Штромфелд 25 апреля дал указание 1-й дивизии, незадолго до того направленной в Ньиредьхазу в качестве резерва, произвести контрнаступление и тем самым затормозить продвижение врага.
1-я дивизия на следующий день перешла в контрнаступление и в результате боев, длившихся до позднего вечера, враг вынужден был отступить в направлении Надькалло. После 16 апреля это был первый значительный успех венгерской Красной армии в ходе оборонительных боев. Румыны всё же заняли Ньиредьхазу 26 апреля. Секейская дивизия пыталась отступить на запад, за Тису, но к этому времени весь восточный берег реки контролировали румыны. Последние венгерские части защищали плацдарм над рекой до 29 апреля, в районе Ракамаза. В тот же день секейская дивизия капитулировала.

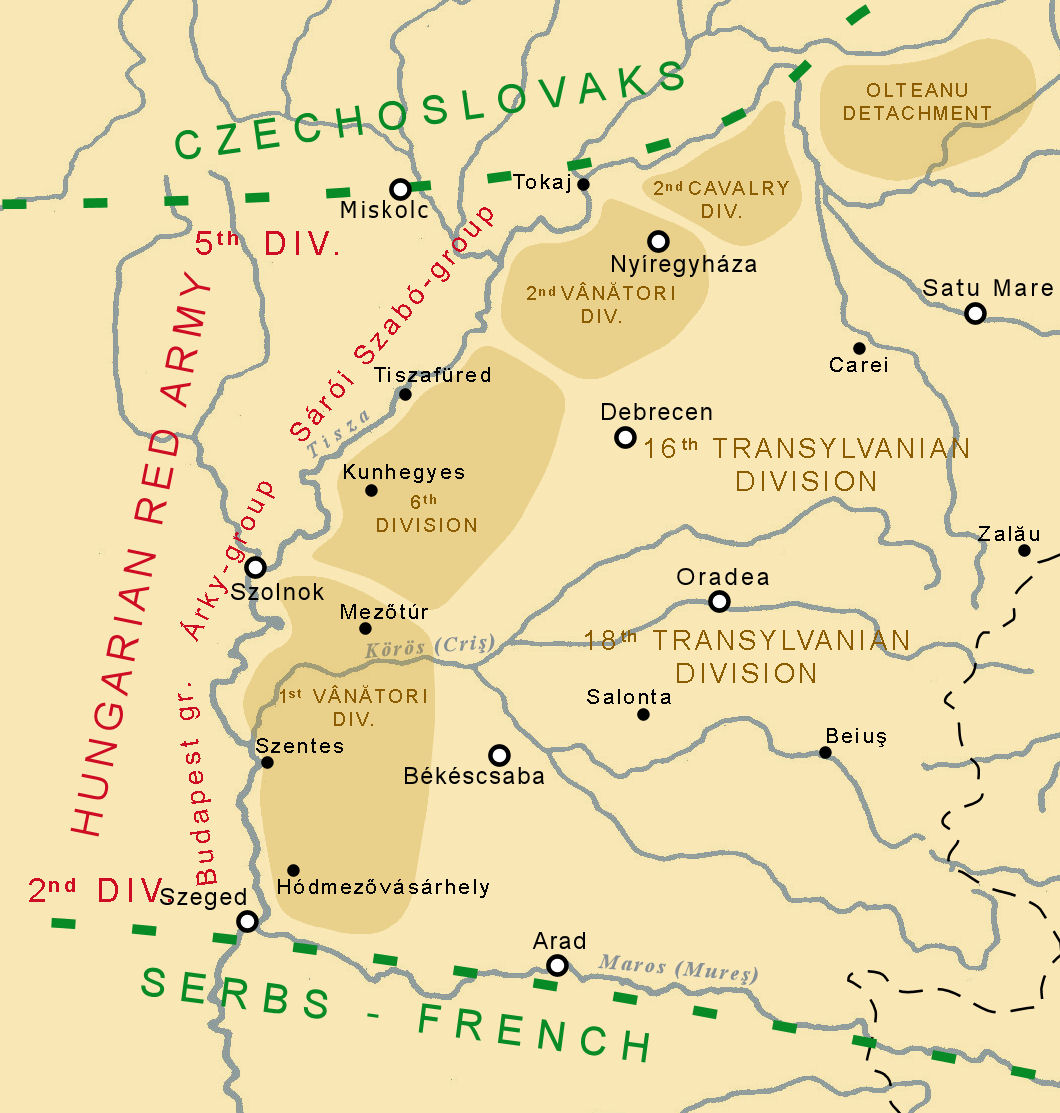
Линия фронта между венгерской и румынской армиями на 3 мая 1919 года.

Дебрецен был оккупирован румынами 23 апреля, и румынская армия начала готовиться к нападению на Бекешчабу. Атака началась в ночь с 25 на 26 апреля, город пал после упорного сопротивления. Остатки венгерской армии отступали в направлении Сольнока, где они пытались перейти к западу, через Тису, устанавливая две концентрические линии обороны вокруг Сольнока. В период с 29 апреля по 1 мая румынской армии удалось прорваться через эти линии, несмотря на венгерское подкрепление, посланное с западного берега Тисы. Вечером 1 мая 1919 года весь восточный берег Тисы оказался под контролем румынской армии.
Венгерская Восточная армия не смогла удержать плацдармы, оставленные на восточном берегу, и войска беспорядочно повсеместно отступили за линию Тисы. Командование армии, перенеся свою ставку из Сольнока в Гедёллё, потеряло связь со своими частями.
30 апреля министр иностранных дел Франции Стефан Пишон вызвал румынского представителя на мирной конференции, премьер-министра Брэтиану, и попросил его остановить наступление румынских войск на реке Тиса и отступить к демаркационной линии, утверждённой союзниками. Брэтиану пообещал, что румынские войска не будут пересекать Тису и останутся на восточном берегу реки.
В конце апреля военное положение Венгерской Советской республики еще более ухудшилось. 27 апреля началось наступление чехословацкой армии. К 30 апреля чехословацкие войска ворвались в Мукачево и Щаторальяуйхей, приблизились к Мишкольцу и Эгеру. Первого мая чехословацкие войска ворвались в Мишкольц. Занятие Мишкольца угрожало центру важнейшего угольного бассейна страны — Шалготарьяну. Начали наступление и югославянские войска. Они заняли Мако, Надьлок и вместе с французами оккупировали Ходмезевашархей.
2 мая правительство Белы Куна предложило мир. В мирном предложении, отправленном через подполковника Верта, Кун был готов признать все территориальные требования румын и просил в обмен прекратить боевые действия и не вмешиваться во внутренние дела Венгрии. Румыны предлагали только перемирие, причём под давлением союзников. Совет Антанты был глубоко недоволен румынским наступлением к Тисе без их одобрения. Звучали даже обвинения в адрес румынских властей и требования заставить их отступить к первоначальной демаркационной линии. Совет попытался также убедить румын начать переговоры с правительством Белы Куна. Тем не менее, правительство Румынии стояло на своём решении и утверждало, что линия по Тисе была единственной значимой в военном смысле демаркационной линией, пока не будет установлена окончательная граница между Румынией и Венгрией. 

## Майское контрнаступление Красной армии

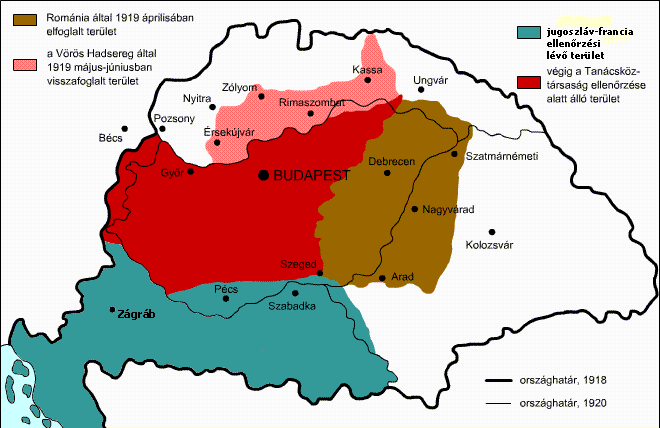
Военные операции в Венгрии, май-август 1919 года.
Территория, оккупированная Румынией в апреле 1919 года
Территория, контролируемая Венгерской советской республикой
Территория, возвращённая Венгерской советской республикой
Территория под французским и югославским контролем
Довоенные границы Венгрии
Послевоенные границы Венгрии, 1920

Для укрепления армии венгерский Революционный правительственный совет провёл мобилизацию мужского населения в возрасте от 19 до 25 лет в районах, остававшихся под его контролем. Кроме того, к армии присоединились добровольцы — рабочие из промышленных районов Будапешта. Кроме того, правительство привлёкло многих бывших офицеров австро-венгерской армии, вернувшихся в строй скорее из патриотических, чем из идеологических соображений. В середине мая в составе Красной армии уже действовали три корпуса, восемь реорганизованных или вновь созданных дивизий. Число батальонов возросло до 113.
Было подготовлено контрнаступление против чехословацких войск, которые считались более слабыми. 15 мая вышло постановление: III корпус предпримет наступление с целью освобождения Мишкольца. Утром 20 мая 1-я дивизия перешла в наступление против войск противника, оккупировавших Мишкольц. Наступление шло успешно. Вечером чехословацкие части вынуждены были покинуть город. Вооруженные отряды мишкольцских и диошдьерских рабочих нападли на отступавшего противника, брали пленных и захватили обоз одной части. Чтобы воспрепятствовать отступлению врага по железной дороге, они во многих местах взорвали рельсы. Внезапность нападения рабочих вызвала панику во многих вражеских частях, и их отступление превратилось в паническое бегство.
Успехи 1-й дивизии у Мишкольца воодушевили солдат других двух дивизий Красной армии — 5-й и 3 -й, расположенных на Северном фронте. В последующие дни обе дивизии отбросили противостоявшие им войска противника на значительное расстояние, устранив тем самым опасность, угрожавшую Шалготарьяну и Эгеру.
Румынское командование пыталось держать связь с чехословацкой армией и одновременно отдало приказ войскам атаковать венгерский фланг силами 16-й пехотной дивизии и 2-й дивизии. Тем не менее, эта атака оказалась напрасной и не смогла предотвратить разгром чехословацкой армии. Румыны отступили к плацдарму в Токае и защищали свою позицию против венгерских атак между 25 и 30 мая. Венгерское наступление на чехословацкую армию развивались хорошо, и румынская Северная армия оказалась в опасности быть обойдённой с севера. 3 июня румыны, опасаясь удара с тыла, были вынуждены отступить из Токая на восточный берег Тисы и уничтожить все мосты через реку. Здесь румыны начали расширять свою линию обороны дальше на север, чтобы связать её с позициями румынской 8-й дивизии, которая с 22 мая продвинулась из Буковины к ним навстречу. К концу операции венгерская Красная армия смогла продвинуться к северо-восточным Карпатам и занять важные промышленные районы вокруг Мишкольца, Шалготарьяна и Шелмецбаньи.
Успех возвращения Мишкольца позволил венграм, помимо возвращения Верхней Венгрии, продолжить в первой половине июня 1919 г. наступление, так называемый Северный поход, войти на территорию Словакии и создать там Словацкую советскую республику.

## Ультиматум
7 июня 1919 года от имени Парижской мирной конференции премьер-министр Франции Жорж Клемансо направил советскому правительству Венгрии ноту, в которой содержалось требование остановить наступление венгерской армии на севере. В ноте указывалось, что в случае продолжения военных действий Антанта применит в отношении Советской республики решительные санкции. Вторая нота Клемансо от 13 июня содержала ультимативное требование остановить наступление и отвести части венгерской Красной Армии за установленную Антантой демаркационную линию (оставив таким образом Словацкую советскую республику), обещая, что румынские войска также отойдут за демаркационную линию. В противном случае Антанта угрожала скоординированной атакой французов, сербов и румын с юга и востока. Союзники также обещали благоприятное отношение к Советской Венгрии на мирных переговорах. С 12 июня предложения по новым границам между государствами были доведены до сведения правительств Румынии, Чехословакии, Югославии и Венгрии. 
В соответствии с постановлением партийного руководства Бела Кун уведомил Клемансо и обещал прекратить наступательные военные действия. В этих условиях Венгрия подписала 23 июня перемирие с Чехословакией. 30 июня северные войска Красной армии начали отход и к 4 июля отступили на 15 км к югу от демаркационной линии. После отвода войск Аурел Штромфелд, чье имя неразрывно было связано со столь многими победами Красной армии, подал в отставку с поста начальника генерального штаба.
Верховный совет Антанты также потребовал, чтобы румыны покинули равнину к востоку от Тисы, и отступили к своим новым границам, но румыны ответили, что они сделают это только после демобилизации венгерской армии. Услышав румынские требования от представителей Верховного совета Антанты, Кун ответил, что отныне он будет полагаться только на мощь своей армии.
Сразу после перемирия с Чехословакией советская Венгрия начала перебрасывать свою армию против румын на фронт вдоль Тисы. 5 июля новый начальник генерального штаба Жулье с согласия народного комиссара по военным делам Вильмоша Бёма отдал приказ о подготовке военных действий на левом берегу Тисы: «Командование армии намерено, невзирая на то, эвакуируются румыны с территории восточнее Тисы или нет, переправить главные силы армии через Тису и до дальнейших указаний продвигаться до насильственно навязанной нам демаркационной линии». План нового наступления одобрил и Революционный правительственный совет, который 17 июля отдал приказ начать боевые действия против румынских войск, не желавших вывести свою армию из восточной Венгрии.

## Венгерское наступление на Тисе

### Силы сторон
По сравнению с апрелем 1919 года, состояние венгерской армии вдоль реки Тиса значительно улучшилось. Она была лучше организована и экипирована, имела высокий моральный дух, находясь на патриотическом подъёме, в том числе благодаря успешным действиям против Чехословакии. Коммунисты установили жёсткий контроль над командованием армии через комиссаров, но были поддержаны и опытными профессиональными военными. Венгры собрали 100 батальонов пехоты (до 500 солдат в каждом), 10 кавалерийских эскадронов, 69 артиллерийских батарей, а также девять бронепоездов. Войска были сгруппированы в три группы — Северную, Центральную и Южную. Венгры планировали пересечь Тису всеми тремя группами, а затем продвигаться к Сату-Маре, Ораде и Араду соответственно, рассчитывая поднять коммунистическое восстание в Румынии, а также надеясь на ту или иную форму поддержки со стороны Советской России в Бессарабии.
Румынские войска были растянуты на 250 км вдоль Тисы, на юге, в районе Сегеда, к ним примыкали французские и сербские войска, на севере, в районе Токая, — чехословацкие. Румынская армия имела около 92 батальонов (до 480 человек в каждом), 58 кавалерийских эскадронов, около 80 артиллерийских батарей, 2 бронепоезда, а также некоторые вспомогательные подразделения. Они были развёрнуты по трём направлениям. Первая линия включала 16-ю дивизию на севере и 18-ю дивизию на юге. Во второй линии были расположены более мощные подразделения — 2-я дивизия на севере, сосредоточенная вокруг Ньиредьхазы, и 1-я дивизия на юге, вокруг Бекешчабы. Третья линия включала в себя самые мощные румынские части, которые должны были быть использованы в качестве резервов (1-я и 6-я пехотные дивизии, 1-я и 2-я кавалерийские дивизии, а также некоторые вспомогательные подразделения). Эти войска заняли позиции вдоль железнодорожной линии от Карея, через Орадю, вплоть до Арада. Первая линия была довольно тонкой, она должна была задержать наступление венгров, пока не станут ясны истинные намерения атакующих. После этого они должны были отступить ко второй линии, а затем перейти в контрнаступление при поддержке резервов третьей линии. Для таких маневренных действий румынское командование планировало использовать железные дороги и заготовило достаточное количество поездов. Румыны были также высоко мотивированы, борясь за свою мечту объединить в границах единого государства все земли, населённые этническими румынами. Кроме того, большинство солдат были опытными ветеранами Первой мировой войны.

### Начало наступления

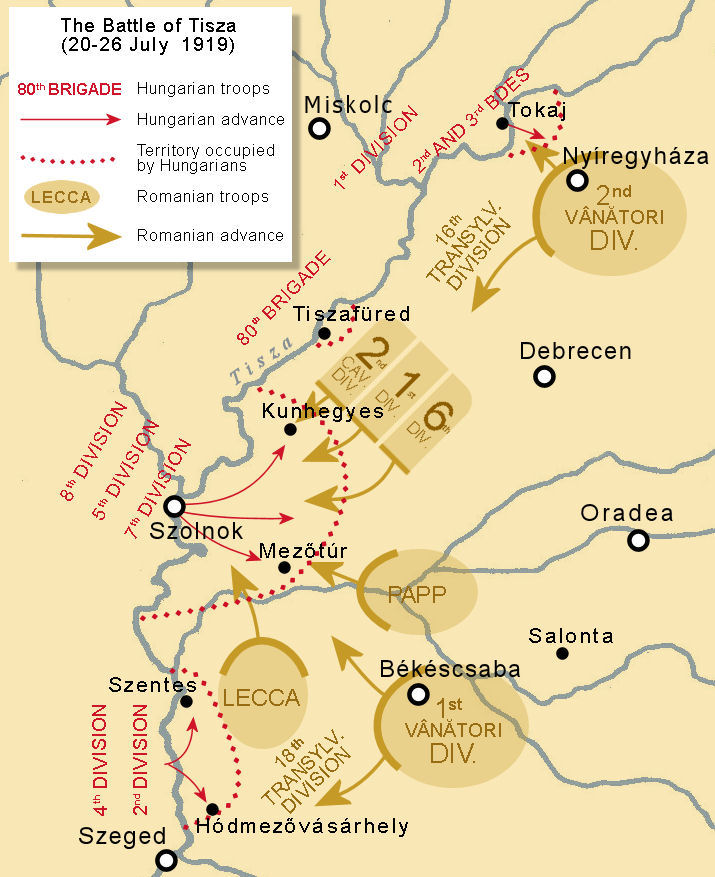
Боевые действия на третьем этапе войны

Между 17 и 20 июля венгры обстреливали румынские позиции и проводили разведывательные операции. 20 июля, около 3:00 утра, после сильного артобстрела венгерская пехота всех трёх групп пересекла Тису и атаковала румынские позиции.
На севере 20 июля венгры взяли Ракамаз и некоторые деревни вокруг него. Войска 16-й румынской дивизии отбили деревни, но сумели вернуть себе Ракамаз только на следующий день, с помощью 2-й дивизии. Тем не менее, венгры возобновили свои атаки и при поддержке артиллерии вновь заняли Ракамаз и две деревни вокруг него, но не смогли продвинуться дальше. Они пытались обойти румынские позиции и пересечь Тису дальше на юге, у Тисафюреда, силами 80-й интернациональной бригады, но были остановлены солдатами румынской 16-й дивизии. Румыны также бросили некоторые части 20-й стрелковой дивизии в бой и сумели зачистить плацдарм у Тисафюреда 24 июля. Не будучи в состоянии вырваться из Ракамаза, венгры начали укреплять свои позиции и перераспределять войска на другие участки. Установилось некоторое затишье. Только 26 июля румыны атаковали венгерские позиции и после ожесточённых боёв очистили венгерский плацдарм у Ракамаза. После этого румыны вернули себе контроль над северной частью восточного берега Тисы.
На юге венгерская 2-я дивизия атаковала и блокировала Сентеш, который удерживали 89-й и 90-й полки румынской 18-й дивизии. 23 июля румыны контратаковали у Сентеша и Миндченца, отбросив венгров назад за Тису и закончив боевые действия на этом участке фронта. Это позволило румынам перебросить 1-ю дивизию с южного фронта и использовать её в центре, где венгерские атаки были особенно массированными.
Ещё 20 июля в центральной зоне наступления венграм удалось создать плацдарм на восточном берегу Тисы, несмотря на противодействие 91-го румынского полка и 18-й стрелковой дивизии. Нападавшие перевезли через реку 6-ю и 7-ю дивизии и прорвали первую линию румынской обороны. Венгерская 6-я пехотная дивизия атаковала на восток и взяла Тёрёкшентмиклош, в то время как 7-я дивизия наступала в направлении Мезётура. В то же время 5-я венгерская дивизия была направлена в сторону Туркеве. 22 июля венгры двинулись к Кунхедьешу, в 20 км к северу от Сольнока, и разгромила полк 18-й румынской дивизии. Румынская 18-я дивизия была усилена частями из второй линии. 23 июля венгры суметь занять Туркеве и Мезётур. К ночи на 23 июля венгры контролировали 80 км шириной и 60 км глубиной часть правого берега Тисы, напротив Сольнока. Перед ними на востоке и на юге находились войска румынских первой и второй линий.

## Румынское контрнаступление
Румынские резервы из третьей линии утром 24 июля перешли в контрнаступление. Части румынской 2-й кавалерийской дивизии, поддержанные 18-й пехотной дивизией, взяли Кунхедьеш, а 1-я пехотная дивизия атаковала венгерскую 6-ю пехотную дивизию в лобовой атаке и потеснила противника, сумев взять Федьивернек. Румынская 6-я дивизия была менее успешной, столкнувшись с контратакой венгерских резервов на своём левом фланге. В общей сложности к 24 июля румынам удалось оттеснить венгров примерно на 20 км и вернуть себе инициативу. Они усилили контратакующую группу войсками с севера, когда боевые действия там затихли. Румынские войска по всему фронту получили приказ атаковать противника на следующий день. 25 июля особенно тяжёлые бои развернулись на фронте 1-й румынской пехотной дивизии и вокруг Федьивернека, где венгры пытались контратаковать. К концу дня румынские резервы прорвали венгерские позиции на севере и на юге. Венгры начали общее отступление в сторону моста через Тису у Сольнока, который был взорван ими 26 июля, чтобы остановить продвижение преследующих их румын. Вечером 26 июля весь восточный берег Тисы снова находился под контролем румын.

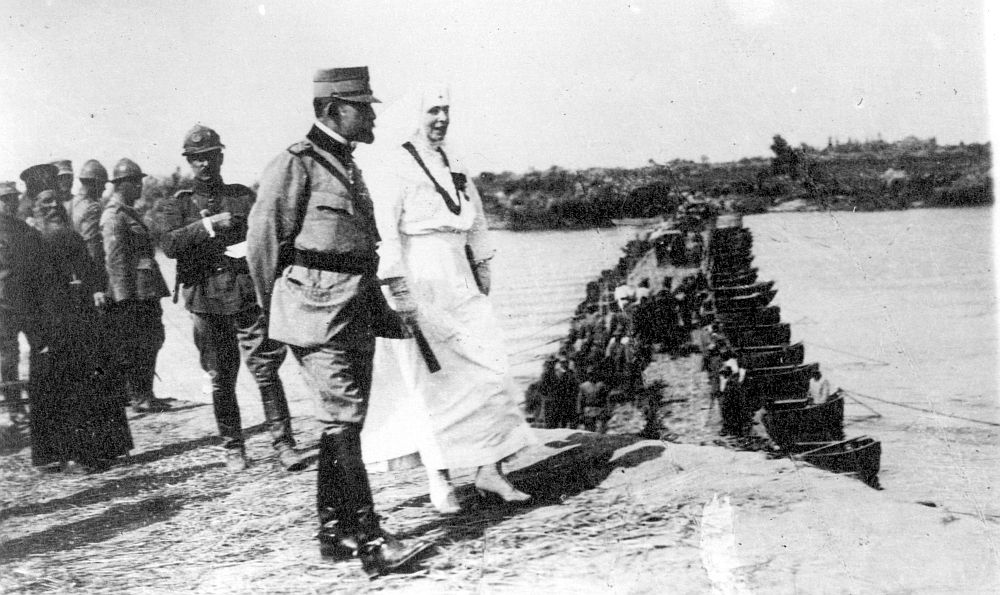
Войска румынской 2-й дивизии пересекают Тису на глазах короля Фердинанда и королевы Марии.

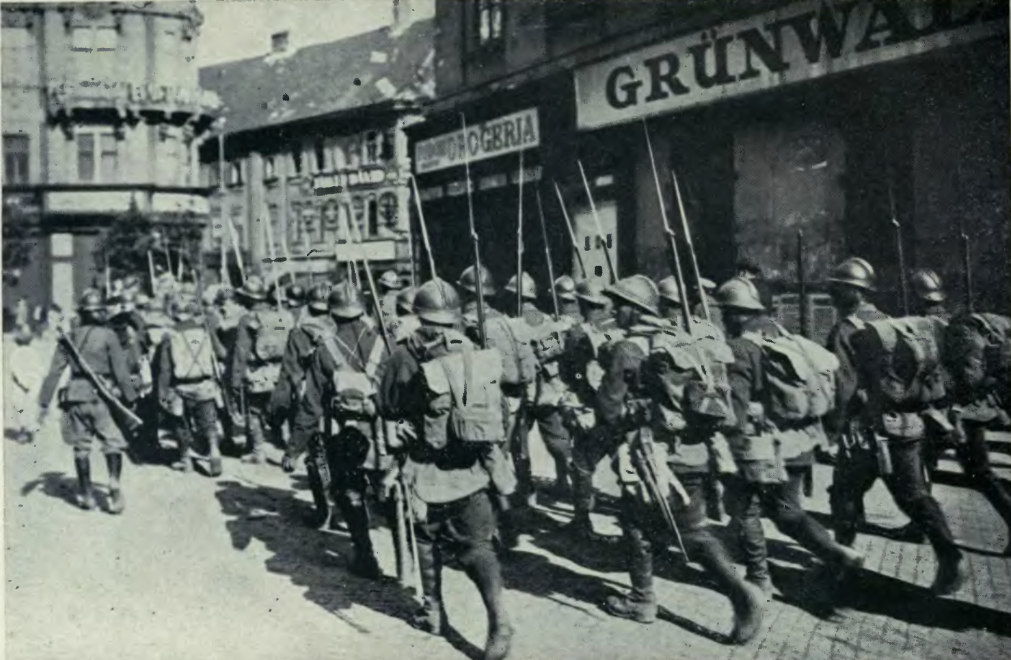
Румынские войска вступают в Будапешт.

После успешного отражения венгерского наступления румыны начали планировать пересечение Тисы и нанесение решающего удара по Советской Венгрии, несмотря на некоторое противодействие со стороны Совета союзников. Румынское командование перебросило 7-ю пехотную дивизию с Бессарабской фронта, а также подтянуло 2-ю пехотную дивизию и дополнительную артиллерию. Для пересечения Тисы румынский штаб подготовил 119 батальонов, 99 артиллерийских батарей с 392 орудиями и 60 кавалерийских эскадронов. Венгры перешли к обороне и усиленно использовали артиллерию против румынских районов сосредоточения. Между 27 и 29 июля румыны проверили прочность венгерской обороны малочисленными атаками. В конце концов они решили пересечь Тису в непосредственной близости от Федьивернека, где река делает поворот. В ночь с 29 на 30 июля румыны перешли Тису. Основной переход у Федьивернека был прикрыт обманными операциями на других точках фронта, где имели место интенсивные артиллерийские поединки. Румынам удалось застать венгров врасплох, и венгерское командование 31 июля приняло решение отступить от Тисы в сторону Будапешта.
Стремясь спасти положение, 27 и 30 июля Бела Кун телеграммой обратился к партийному руководству в Москве, а 30-го — лично к Ленину с просьбой открыть в Бессарабии фронт против румын. 31 июля Бела Кун и несколько руководителей Советской республики отправились в Цеглед, расположенный недалеко от линии фронта, чтобы узнать о ситуации. Видя безвыходность положения, они вернулись в Будапешт.

## Разгром венгерской Красной армии
После того, как большая часть румынских войск пересекла Тису, они начали продвигаться в направлении Будапешта. Румынская конница прикрывала фланги основной армии и пыталась вскрыть пункты сосредоточения венгерской армии. С 1 августа основные бои происходили на юге, в Сольноке и вокруг него, сам город серьёзно пострадал в ходе боевых действий. В конце концов венгры направили своих представителей вести переговоры о капитуляции. В центре и на севере венгерские войска были полностью окружены вечером 3 августа и начали сдаваться в плен. 3 августа венгерская Красная Армия фактически перестала существовать.

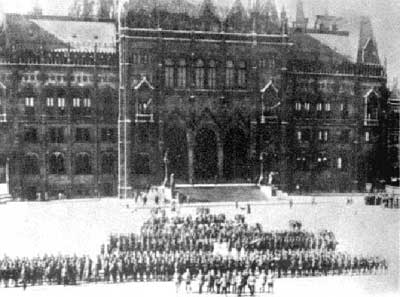
Румынские солдаты перед зданием венгерского парламента, 1919.

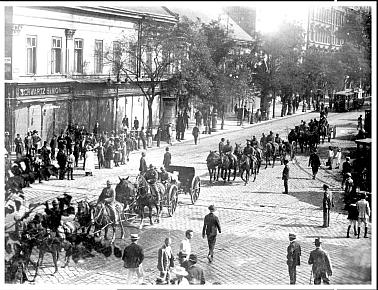
Румынские войска в Будапеште

Румыны продолжали наступление в сторону Будапешта. Первые румынские подразделения вошли в столицу вечером 3 августа — три эскадрона 6-го кавалерийского полка 4-й бригады под командованием генерала Русеску. 400 солдат с двумя артиллерийскими орудиями к полудню 4 августа заняли беззащитный город, когда основная часть румынских войск вошла в Будапешт и прошла парадом через центр города во главе с генералом Мошою. Румынские войска продолжили наступление, пока не остановились в Дьёре.
В результате своего последнего наступления румыны потеряли 123 офицера и 6434 солдат: 39 офицеров и 1730 солдат погибли, 81 офицер и 3125 солдат получили ранения и 3 офицера и 1579 солдат пропали без вести. До 8 августа 1919 года румыны захватили 1235 офицеров и 40 000 венгерских солдат, 350 орудий, 332 пулемёта, 52 000 винтовок и 87 самолётов, большое количество боеприпасов и транспортных средств.

## Падение Советской власти. Оккупация
1 августа 1919 года, в первой половине дня, правительство Венгерской советской республики подало в отставку. Бела Кун бежал из страны в Австрию и в конце концов перебрался в Советскую Россию. В Будапеште, с помощью некоторых представителей союзников, было сформировано социалистическое правительство под руководством Дьюлы Пейдля, но оно долго не просуществовало. Власть взяли эрцгерцог Иосиф в качестве регента и Иштван Фридрих в качестве премьер-министра. Тем не менее, союзники не приняли Габсбурга в качестве главы государства, и потребовалось новое правительство.
Румыны заняли всю Венгрию, за исключением территории вокруг озера Балатон. Здесь вокруг адмирала Хорти сформировалась группа офицеров, рассчитывавших взять власть в стране после ухода румынских войск (они получили оружие и средства от румын). Сторонники Хорти включали в себя некоторых ультраправых, которые инициировали гонения в отношении бывших большевиков и еврейского населения, которое они воспринимали как коммунистов в массовом порядке из-за преобладания евреев в коммунистической администрации. Это побудило румынские войска принять меры, направленные на защиту венгерских евреев. С другой стороны, на оккупированных территориях румынские войска также начали карательные действия против коммунистов
.
Изначально румыны также взяли на себя полицейские и административные функции в регионах, находящихся под их контролем. Позже, под давлением Антанты, они отказались от этих задач в пользу реорганизованной венгерской администрации и полиции, но, к примеру, вернуть изъятое оружие для вооружения полиции отказались (так, в Будапеште румынские власти вернули только 600 изъятых карабинов для вооружения 3700 полицейских). Румыны взяли на себя полномочия и по снабжению населения крупных венгерских городов в первый месяц после того, как боевые действия прекратились, так как инфраструктура страны была разрушена.

## Репарации или грабежи?
Антанта была недовольна румынскими действиями на протяжении большей части их конфликта с Венгрией. Причиной этого было то, что во многих случаях Румыния поступала, исходя из исключительно собственной выгоды, в то время как Антанта пыталась учесть и интересы Венгрии, чтобы не создавать в регионе почву для новых войн. Так, союзники были глубоко недовольны пересечением румынами Тисы и, несмотря на то что были рады избавиться от венгерских коммунистов, они не санкционировали румынскую оккупацию Венгрии. Кроме того, Антанта была против румынского требования к венграм о репарациях и считала, что Венгрия должна выплатить общие с Центральными державами репарации.

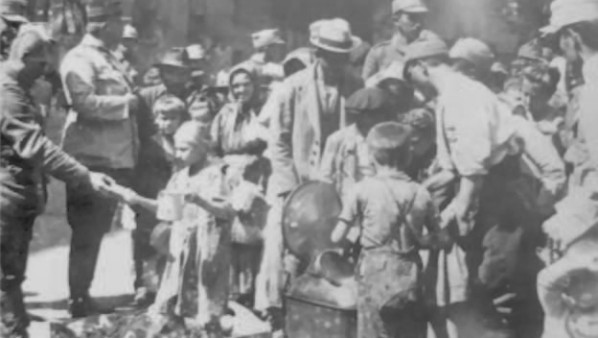
Румынские солдаты организуют питание гражданского населения Венгрии

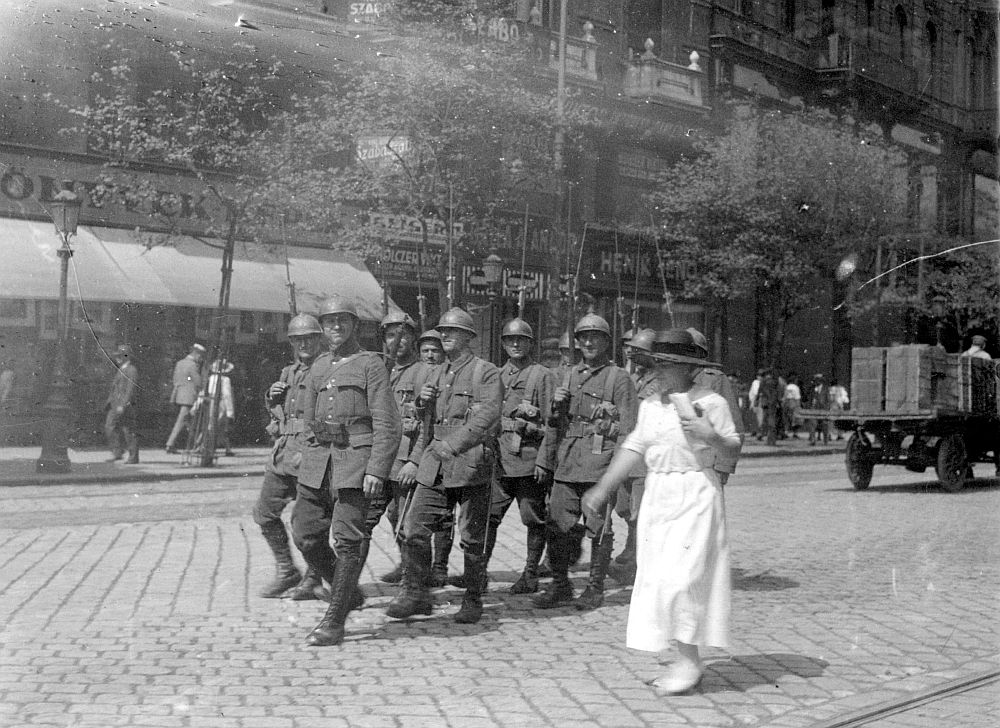
Румынский патруль на улицах Будапешта.

Тем не менее, румынские власти начали политику реквизиций в счёт предъявленных требований о репарациях. Правительство премьер-министра Иона Брэтиану также настаивало на обещанной границе по реке Тисе, отказывалось подписать мирный договор с Австрией. В ответ Антанта вычеркнула Румынию из числа стран, получающих репарации от Германии, и 15 ноября Верховный Совет Версвльской мирной конференции послал румынскому правительству письмо с требованием остановить реквизиции, вернуть уже захваченные товары и покинуть венгерскую территорию, под угрозой исключения Румынии из группы союзных стран.
В конце концов Брэтиану пришлось уступить. Румыния не получила практически никаких репараций (только один процент от общего числа) от Германии и небольшую часть репараций от Болгарии и Турции. Тем не менее, он подписал мирный договор с Австрией и получил согласие Антанты на сохранение всего имущества, захваченного в Венгрии. Взамен румынские власти отказались от претензий на проведение границы по Тисе и приняли новое соглашение, по которому была проведена граница между Румынией и Венгрией, существующая без изменений и сейчас.
Венгры считали самовольное изъятие румынами имущества не репарациями, а мародёрством. Условия перемирия были для Венгрии суровыми. При предъявлении своих требований румыны преследовали две цели: пытались гарантировать, что Венгрия будет не в состоянии стать военной угрозой, по крайней мере в ближайшем будущем, а также искали возмещения за грабежи Румынии Центральными державами в период Первой мировой войны.
Когда румынские войска, наконец, покинул Венгрию в начале 1920-х годов, они увезли с собой обширную «добычу», включая продовольствие, руды, транспортные средства и промышленное оборудование.
Поскольку Румыния выступила против воли Антанты, современные учёные-историки как и Совет союзников в своё время расценивают действия румын как мародёрство. Они подчёркивают неизбирательный характер румынских реквизиций, например, конфискацию телефонов и пишущих машинок из правительственного здания в Будапеште и изъятия частных автомобилей. Политика реквизиций серьёзно ухудшила общественное мнение о румынских оккупационных силах, чьё вторжение было поддержано антикоммунистической частью венгерского общества.

## Результаты
Венгерско-румынская война 1919 года велась в течение девяти месяцев. Румыны потеряли 188 офицеров и 11 478 солдат, из которых 69 офицеров и 3601 солдат погибли. Румыны начали вывод войск из Венгрии в ноябре 1919 года. В период с 14 февраля по 28 марта 1920 года все подразделения румынской армии покинули территорию Венгрии.
Венгры должны были уступить все военные материалы, кроме оружия, необходимого для войск Хорти. Кроме того, они должны были передать румынам всю свою военную промышленность, 50 % подвижного состава Венгерской железной дороги (800 локомотивов и 19000 автомобилей), 30 % поголовья скота, 30 % продукции всех сельскохозяйственных орудий и 35000 вагонов зерновых и кормов. Венгрия должна была оплатить и расходы на размещение оккупационных войск.